# Gheorghe Airinei
Gheorghe Airinei (* 24. Januar 1928 in Buhuși, Kreis Bacău; † 1994 in Bukarest) war ein rumänischer Politiker der Rumänischen Kommunistischen Partei PCR (Partidul Comunist Român), der unter anderem zwischen 1966 und 1971 Vize-Minister für Post und Telekommunikation sowie von 1973 bis 1982 Vize-Minister für Transport und Telekommunikation war. Er fungierte ferner zwischen 1983 und 1988 als Botschafter im Sudan.

## Leben
Gheorghe Aririnei besuchte zwischen 1939 und 1947 die Normalschule „Gheorghe Asachi“ in Piatra Neamț und war zwischen 1947 und September 1948 erst als Lehrer an der Weiterführenden Schule (Liceul Teoretic) in Buhuși tätig sowie im Anschluss seit September 1948 als Lehrer an der Schule für Telekommunikationstechnik. 1948 wurde er Mitglied der Uniunea Tineretului Muncitor (UTM), der Jugendorganisation der Arbeiterpartei und absolvierte zwischen 1949 und 1953 ein Studium an der Fakultät für Telekommunikation des Instituts für Verkehrswesen in Bukarest, das er 1953 als Ingenieur für Telekommunikation abschloss. Danach trat er im Februar 1954 in das staatliche Post- und Telekommunikationsunternehmen PTTR ein und war zunächst Leitender Ingenieur sowie seit Oktober 1958 Leiter vom Dienst, ehe er zuletzt zwischen 1964 und 1965 Generaldirektor der PTTR-Regionaldirektion Bukarest war. Im Juli 1958 wurde er Mitglied der Rumänischen Arbeiterpartei PMR (Partidul Muncitoresc Roman) und absolvierte die Abenduniversität für Marxismus-Leninismus. 1965 wechselte er in Ministerium für Post und Telekommunikation und war dort bis zum 17. Januar 1966 Generaldirektor der Hauptabteilung Telefon- und Telegrafenwesen. Am 17. Januar 1966 wurde er Vize-Minister für Post und Telekommunikation (Adjunct al Ministrului Poștelor și Telecomunicațiilor). Nach der Reorganisation der Ministerien und der Schaffung des Ministeriums für Transport und Telekommunikation wurde er am 3. April 1971 Leiter der Abteilung Post und Telekommunikation. Im Anschluss übernahm er zwischen dem 25. August 1973 und dem 30. August 1982 den Posten als Vize-Minister für Transport und Telekommunikation (Adjunct al Ministrului Transporturilor și Telecomunicațiilor ).
Auf dem Elften Parteitag der PCR (24. bis 27. November 1974) wurde Airinei Kandidat des Zentralkomitees (ZK) der PCR und gehörte diesem Gremium bis zum Zwölften Parteitag der PCR (19. bis 23. November 1979) an. Nach seinem Ausscheiden aus dem Ministerium für Transport und Telekommunikation wurde er am 10. Januar 1983 Botschafter im Sudan und verblieb in dieser Funktion bis zum 14. Mai 1988. Nach seiner Rückkehr wurde er Mitglied des Nationalen Rundfunk- und Fernsehrates (Consiliul Național al Radioteleviziunii Române). Für seine Verdienste erhielt er den Orden der Arbeit (Ordinul Muncii) Dritter Klasse, die Medaille der Arbeit (Medalia Muncii) sowie die Auszeichnung „Verdienste in Post und Telekommunikation“ (Insigna ‚Merit în poștă și telecomunicații‘).